# Warren (chanteur)
Pour les articles homonymes, voir Warren.
Aymerick Lubin, connu sous le nom de Warren est un auteur-compositeur-interprète, chanteur né à Saint-Laurent-du-Maroni en Guyane.

## Biographie

### Carrière
Warren est repéré à l'âge de 14 ans alors qu'il joue dans le groupe de son lycée. 
Il sort son premier album, Prologue, en 2000. En 2005 et en 2008, il sort deux nouveaux albums. 
En 2018, il est nommé directeur de la culture à la Mairie de Kourou par le maire François Ringuet qui est accusé de s'offrir un coup de pub à deux ans des élections municipales. La nomination est en effet très critiquée par la presse et l'opinion publique qui reprochent l'absence de diplôme pour un tel poste. Warren se justifie par son expérience du terrain : « Je suis intermittent du spectacle depuis 2004, je vis de mon art. J'ai travaillé pour le manager de K'ssav, durant quatre ans, j'ai beaucoup appris. Alors que dois-je faire ? rester à l'extérieur ou rentrer ? »

### Vie privée
Warren est en couple avec Fanny J. Ensemble, ils ont une petite fille née en 2019.